# Tensor deformació
El  tensor deformació  o  tensor de deformacions  és un tensor simètric usat en mecànica dels medis continus i mecànica de sòlids deformables per caracteritzar el canvi de forma i volum d'un cos. En tres dimensions un  tensor (de rang dos) de deformació  té la forma general:
{\displaystyle \mathbf {D} ={\begin{pmatrix}\varepsilon _{11}&\varepsilon _{12}&\varepsilon _{13}\\\varepsilon _{21}&\varepsilon _{22}&\varepsilon _{23}\\\varepsilon _{31}&\varepsilon _{32}&\varepsilon _{33}\end{pmatrix}}}
On cada una de les components de l'anterior tensor és una funció el domini és el conjunt de punts del cos la deformació pretén caracteritzar. L' tensor de deformacions  està relacionat amb el tensor de tensions mitjançant les equacions de Hooke generalitzades, que són relacions de tipus termodinàmic o equacions constitutives per al material del qual està fet el cos.
Cal tenir en compte que aquests components εij) en general varien de punt a punt del cos i, per tant, la deformació de cossos tridimensionals es representa per un camp tensorial.

## Tipus de tensors de deformació
A mecànica dels medis continus es distingeix entre diversos tipus de tensors per a representar la deformació. Els  tensors finits de deformació  mesuren la veritable deformació, poden usar-se tant deformacions grans com petites i poden donar compte de no-linealitats geomètriques. Quan les deformacions són petites amb força adequació es pot utilitzar el  tensor infinitesimal de deformacions  que s'obté menyspreant alguns termes no-lineals dels tensors finits. En la pràctica més comuna de l'enginyeria per a la majoria d'aplicacions pràctiques es fan servir tensors infinitesimals.
A més per als tensors finits es diferencia entre  tensors materials  i  tensors espacials  segons sigui el sistema de coordenades usat per representar-lo.

## Tensor infinitesimal de deformació
- Tensor infinitesimal de Green-Cauchy, o tensor enginyeril de deformacions, és l'utilitzat normalment a enginyeria estructural i que constitueix una aproximació per caracteritzar les deformacions en el cas de molt petites deformacions (inferiors en valor absolut a 0, 01). A coordenades cartesianes aquest tensor s'expressa en termes de les components del camp de desplaçaments de la manera següent:

{\displaystyle {\tilde {\varepsilon }}_{ij}={1 \over 2}\left({\partial u_{i} \over \partial x_{j}}+{\partial u_{j} \over \partial x_{i}}\right)\qquad \rightarrow {\begin{cases}\varepsilon _{xx}={\cfrac {\partial u}{\partial x}},\quad \varepsilon _{yy}={\cfrac {\partial v}{\partial y}},\quad \varepsilon _{zz}={\cfrac {\partial w}{\partial z}}\\\varepsilon _{xy}=\varepsilon _{yx}={\cfrac {1}{2}}\left({\cfrac {\partial u}{\partial y}}+{\cfrac {\partial v}{\partial x}}\right)\\\varepsilon _{xz}=\varepsilon _{zx}={\cfrac {1}{2}}\left({\cfrac {\partial u}{\partial z}}+{\cfrac {\partial w}{\partial x}}\right)\\\varepsilon _{yz}=\varepsilon _{zy}={\cfrac {1}{2}}\left({\cfrac {\partial v}{\partial z}}+{\cfrac {\partial w}{\partial y}}\right)\end{cases}}}

On:
{\displaystyle \mathbf {o} =(u_{1},u_{2},u_{3})=(u,v,w)} representa el camp vectorial de desplaçaments del cos, és a dir, la diferència entre la posició final i inicial de cada punt i x1 = x, x₂ = y i x₃ = z són les coordenades preses sobre la forma geomètrica original del cos.
{\displaystyle \mathbf {r} =(x_{1},x_{2},x_{3})=(x,y,z)} són les coordenades de cada punt material del cos.
Les components del  tensor infinitesimal de Green-Cauchy  admeten interpretacions físiques relativament simples:
- L'element diagonal εii, també denotat εi , representa els canvis relatius de longitud en la direcció i, direcció donada per l'eix Xi). La suma ε11+ε22+ε33 és igual al canvi de volum relatiu del cos.
- Els elements ε   ij   (= 1/2·γij) (i ≠ j) representen deformacions angulars, més concretament la variació de l'angle recte entre les direccions ortogonals i i j. Per tant, la distorsió o canvi de forma ve caracteritzada per 3 components d'aquest tensor deformació (ε12, ε13, ε23).

## Tensors finits de deformació
Tots aquests tensors es construeixen a partir del tensor gradient de deformacions (tensors materials) o bé del seu invers (tensors espacials). Si pensem que una deformació és una aplicació: {\displaystyle \mathbf {T_{D}} :K\subset \mathbb {R} ^{3}\rightarrow K'\subset \mathbb {R} ^{3}} on  K  és el conjunt de punts de l'espai ocupats pel sòlid (o mitjà continu) abans de la deformació i  K  el conjunt de punts de l'espai ocupats després de la deformació. Aleshores podem definir  tensor gradient de deformacions  com el jacobià de  T D :
{\displaystyle \mathbf {F} =J\mathbf {T_{D}} ={\begin{pmatrix}{\cfrac {\partial x'}{\partial x}}&{\cfrac {\partial x'}{\partial y}}&{\cfrac {\partial x'}{\partial z}}\\{\cfrac {\partial y'}{\partial x}}&{\cfrac {\partial y'}{\partial y}}&{\cfrac {\partial y'}{\partial z}}\\{\cfrac {\partial z'}{\partial x}}&{\cfrac {\partial z'}{\partial y}}&{\cfrac {\partial z'}{\partial z}}\end{pmatrix}}}
On ( x, y, z ) representen les coordenades d'un punt genèric abans de la deformació i (x', y', z') les coordenades del mateix punt després de la deformació. En funció d'aquest tensor gradient de deformacions es definien els tensors finits de deformació:
- Tensor Deformació material de Green-Lagrange . Es pot obtenir a partir del tensor gradient de deformació i la seva transposada:

{\displaystyle \mathbf {D} _{m}={\frac {1}{2}}(\mathbf {F} ^{T}\mathbf {F} -\mathbf {1} )}
O bé en funció del camp de desplaçaments: 

{\displaystyle \varepsilon _{ij}={1 \over 2}\left({\partial u_{i} \over \partial x_{j}}+{\partial u_{j} \over \partial x_{i}}+\sum _{k}{\partial u_{k} \over \partial x_{i}}{\partial u_{k} \over \partial x_{j}}\right)}
- Tensor espacial (finit) de Almansi . Es pot obtenir a partir de l'invers del tensor gradient de deformació i la seva tocat d'una manera similar a com s'obtenia el tensor material i és la contrapartida "espacial" del tensor de Green-Lagrange:

{\displaystyle \mathbf {D_{e}} ={\frac {1}{2}}(\mathbf {1} -{\vec {F}}^{-T}\mathbf {F} ^{-1})}
- Tensor material (finit) de Finger  (per Josef Finger (1894)). Sent G el tensor de la base en la configuració no deformada o base material, es defineix com a:

{\displaystyle \mathbf {b} =\mathbf {F} \mathbf {G} ^{-1}\mathbf {F} ^{T}}

## Càlcul de magnituds del sòlid deformat
Si es concedir el tensor deformació d'un sòlid i les dimensions originals d'un cos, poden calcular les magnituds que defineixen la forma del cos deformat.

### Variacions de longitud
{\displaystyle \left({\frac {dL'}{dL}}\right)^{2}=1+2\mathbf {n} \cdot (\mathbf {D_{m}} \mathbf {n} )}
{\displaystyle \left({\frac {dL'}{dL}}\right)\approx 1+\mathbf {n} \cdot ({\boldsymbol {\tilde {\varepsilon }}}\mathbf {n} )}

### Variacions angulars
Si es consideren dues corbes, dues rectes o dues arestes d'un sòlid deformat que es creuen en un punt  P  del sòlid, la relació entre l'angle inicial (abans de la deformació) i final (després de la deformació) que formen aquestes adreces calcular a partir de la següent expressió:

{\displaystyle 2\mathbf {n} _{1}\cdot \mathbf {D_{m}} (\mathbf {n} _{2})={\sqrt {1+2\varepsilon _{1}}}{\sqrt {1+2\varepsilon _{2}}}\cos \theta _{0}-\cos \theta _{f}}

On:
{\displaystyle \mathbf {n} _{1},\mathbf {n} _{2}}, són els vectors unitaris tangents a les dues corbes o adreces al punt de tall.
{\displaystyle \varepsilon _{1},\varepsilon _{2}}, són les deformacions unitàries mesures al llarg d'aquestes dues direccions.
{\displaystyle \theta _{0},\theta _{f}\;}, són l'angle entre les dues direccions abans de la deformació i l'angle després de la deformació.
Per deformacions angulars petites l'expressió anterior es pot aproximar mitjançant la relació aproximada:

{\displaystyle \Delta \theta =\theta _{f}-\theta _{0}\approx {\frac {(\varepsilon _{1}+\varepsilon _{2})\cos \theta _{0}-2\mathbf {n} _{1}\cdot \mathbf {D_{e}} (\mathbf {n} _{2})}{\sin \theta _{0}}}}

Aquesta última és l'expressió més comunament usada en les aplicacions pràctiques i enginyeria. Quan les dues direccions són perpendiculars l'expressió anterior es torna tan simple com:

{\displaystyle \Delta \theta =\theta _{f}-\theta _{0}\approx 2\mathbf {n} _{1}\cdot \mathbf {D_{e}} (\mathbf {n} _{2})}

### Variacions de volum
Donat un punt d'un sòlid deformable la relació entre el volum final  N ' d'un entorn arbitràriament petit al voltant d'aquest punt i el volum inicial  V  pot expressar mitjançant la relació diferencial:

{\displaystyle {\frac {dV'}{dV}}={\sqrt {1+2{\mbox{tr}}(\mathbf {D_{m}} )+4I_{2}(\mathbf {D_{m}} )+8\det(\mathbf {D_{m}} )}}\approx 1+{\mbox{tr}}({\tilde {\boldsymbol {\varepsilon }}})=1+\left({\tilde {\varepsilon }}_{xx}+{\tilde {\varepsilon }}_{ii}+{\tilde {\varepsilon }}_{zz}\right)}

La relació de densitat final i densitat inicial donat que la massa es conserva és inversa de la relació anterior.

### Direcció principal de deformació
Localment la deformació d'un sòlid es pot representar per reduccions o estiraments en tres direccions mutualista perpendiculars. A cada punt d'un sòlid deformable les direccions principals són precisament les tres direccions en les quals es produeixen els estiraments que localment caracteritzen la deformació.
Des d'un punt de vista algebraic les direccions principals es poden calcular considerant els valors i vectors propis del tensor deformació en el punt estudiat.